# Antwerp Phantoms
Pour les articles homonymes, voir Phantoms.
Les Phantoms Deurne sont un club belge de hockey sur glace de Deurne. Ils évoluent en BeNe League.

## Historique
- 1972:Fondation du club.

## Palmarès
- Championnat de Belgique (3): 2000, 2001, 2003.
- Coupe de Belgique (1): 2006.